# Asclepio di Milo
L'Asclepio di Milo o Esculapio di Milo è il nome dato a una testa di marmo che era parte di un'antica statua colossale greca raffigurante Asclepio, il dio della medicina, rinvenuta nell'isola di Milo in Grecia. Il reperto venne acquistato dal British Museum nel 1867 insieme al resto della collezione del Duca di Blacas.

## Scoperta
La testa venne rinvenuta durante uno scavo nella metà del diciannovesimo secolo sull'Isola di Milo nelle Cicladi, in Grecia. Successivamente venne acquistata dal diplomatico francese e collezionista d'arte Louis Charles Pierre Casimir de Blacas d'Aulps, secondo Duca di Blacas. La collezione Blacas venne poi acquisita interamente dal British Museum nel 1867.

## Descrizione
Questa enorme testa è costituita da marmo pario e un tempo era parte di statua votiva dedicata al dio greco della medicina e della guarigione, Asclepio (o Esculapio). Nella parte superiore della scultura sono presenti dei fori per l'alloggiamento di una corona in ferro o oro (andata perduta) che adornava il capo della statua. La serena espressione del dio è tipica della scultura ellenistica del periodo. Asclepio era abitualmente rappresentato semi-nudo, con in mano il Bastone di Asclepio, uno scettro con intrecciato sopra un serpente, oggetto poi diventato simbolo internazionale delle arti mediche.

## Galleria d'immagini

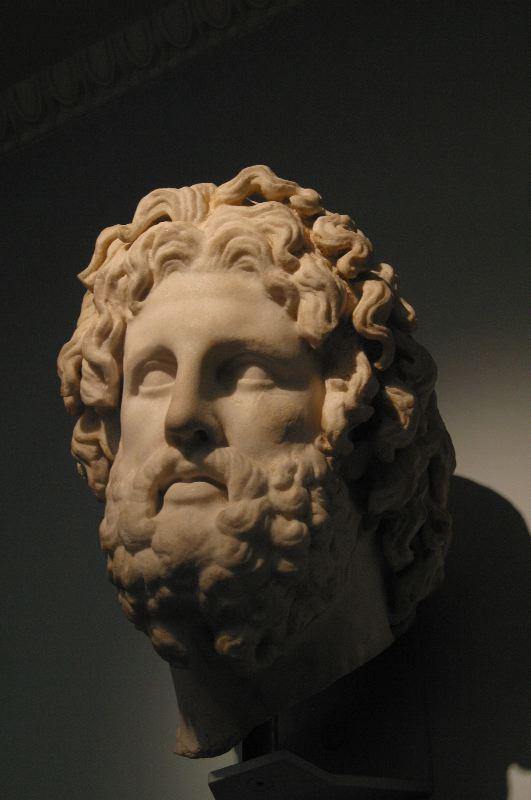
Veduta differente della testa